# 布萊登菲爾德戰役 (1631年)
布萊登菲爾德戰役（德語：Schlacht bei Breitenfeld），或稱第一次布萊登菲爾德戰役。瑞典國王古斯塔夫二世指揮的瑞典－薩克森聯軍在此戰擊敗帝國元帥让·采克拉斯·德·蒂利指揮的天主教軍隊，被視為是新教勢力在三十年戰爭中的首次重大勝利。1630年，古斯塔夫二世率領部隊登陸波美拉尼亞公國，直接干預德意志戰局。1631年夏季，蒂利伯爵率軍入侵薩克森選侯國，使薩克森選侯約翰·格奧爾格一世與瑞典結盟，兩國聚集了超過4萬人，準備與蒂利的部隊交戰。
1631年9月初，三支軍隊在布萊登菲爾德村外相遇。瑞典軍隊透過快速的變換戰術以及其強大的火力，對蒂利的部隊發動一系列反擊，並在古斯塔夫二世親率部隊進行反攻，蒂利被迫率領殘軍退出戰場。這場輝煌勝利使古斯塔夫二世得以發動對德意志南部的作戰，他也因次被視為是近代歷史上最出色的統帥之一，其先進的戰爭理論也成為後世研讀的經典。

## 古斯塔夫的軍隊改革
古斯塔夫自1611年登基後，就在波蘭和普魯士的征戰中取得相對優勢。但運用著傳統的Tercio陣（長槍方陣+火槍手）和龍騎兵使他在波蘭和沙俄重騎兵的衝鋒下偶然吃過敗仗。在短暫和談之後，古斯塔夫決定實施改革。主要的變革是他放棄了Tercio陣並運用了一種長方型，更薄但更機動的陣形。後排的火槍手在傳統的Tercio陣中因密集的排列（十排或以上）而未能被有效地運用到。古斯塔夫的長方陣只有六排，被稱為線型陣。線型陣的基本原理直到二戰前才被現代軍械的運用而淘汰。在Tercio陣中火槍手保護長槍方陣的兩翼，但古斯塔夫把火槍手放在陣前由長槍保護他們的兩翼。Tercio陣中一般的長槍對火槍比例是2：1，但古斯塔夫的線型陣是3：2甚至有時1：1，給于瑞典部隊更強的遠距離火力。運用著同樣的火力原則，古斯塔夫把輕砲和部隊混編在一起（或稱步兵砲 - 機動，輕型的三磅彈銅砲，一些認為這是世界上第一支陣地砲兵隊）。這樣一來，不像傳統的陣法那樣把砲兵全部停在戰場正中央，部隊無論在哪裡都可得砲兵支持。當敵方靠近時，運用霰彈可以解剖敵方陣形；遠距離時，滾彈的實心彈一樣威力巨大。騎兵不再在陣地兩翼獨自作戰，但和步兵混和起來，這樣一來騎步兵護相保護。火槍手消耗敵方衝鋒的騎兵，較薄的長槍陣仍能有效地保護陣形，龍騎兵同時可以短兵相接和反攻，發揮各兵種最大的作用。古斯塔夫的改革是混合兵力戰術最早的先驅之一。這些改革也給予了古斯塔夫更高的機動性。更薄的線型陣很容易轉向，這是由長槍兵為主體的方陣在戰鬥中基本做不到的。在變陣能力上，後人中只有拿破侖得到了同樣的贊譽。

## 戰前
公元1631年3月，蒂利伯爵的帝國軍隊在經過曠日持久的包圍戰後，向着馬格德堡發動了大規模的進攻。蒂利伯爵的帝國軍隊擁有兩萬兩千多人，而守城的瑞軍僅數千人，由法爾肯貝格指揮。此時得知消息的古斯塔夫二世心急如焚，他不想失去馬格德堡這個戰略要地，很想發兵馳援馬格德堡，但是新教的兩大選帝侯，勃蘭登堡和薩克森仍然拒絕瑞典大軍過境，尤其是薩克森選帝侯，由華倫斯坦的前副手阿尼姆任司令，他們從中立倒向任何一方都是舉足輕重的，古斯塔夫二世也不敢逼人太甚。況且就算強行過境，古斯塔夫也怕這兩個選帝侯的軍隊哪一天突然變卦，斷其歸路，所以對馬格德堡的形勢只能乾着急。
他想了一個變通的辦法，率領一部分兵力向其他方向進軍，企圖把蒂利伯爵的主力從馬格德堡城下引開。一開始蒂利伯爵果然留下副將巴本海姆的一部兵力監視馬格德堡，親率主力前來，但是過了幾天，謹慎的蒂利伯爵又改變了主意，退回馬格德堡繼續他的圍城戰。此時，古斯塔夫二世的後方波羅的海沿岸已經穩固，見蒂利伯爵按兵不動，索性加大動作的力度，率全軍突擊佔領了奧德河上游縱深腹地的要塞，一時全德震動。這次，蒂利伯爵又是率軍出發，半途折回馬格德堡。
公元1631年5月9日，馬格德堡終於在古斯塔夫二世趕來解圍之前被攻陷。破城之後即行屠城，而且一把火把馬格德堡燒為平地，全城三萬居民幾乎無一倖免。伯爵向質疑者表示：這是士兵們冒生命危險所應得的！
就在馬格德堡慘案進行時，意圖挑戰哈布斯堡霸權的法國出手了。出任首相的紅衣主教黎塞留，與瑞典結盟。法國每年將向瑞典支付40萬塔勒的資金，用於瑞典對奧地利作戰的經費。

## 部隊合成
原本還有顧慮的新教諸侯，也在屠殺後倒向了古斯塔夫一邊。黑森選帝侯帶來了1萬人馬，薩克森選帝侯也帶領的1.8萬軍隊加入。讓古斯塔夫麾下的兵力膨脹到4.2萬人。全軍南下尋找帝國軍主力決戰。
馬格德堡陷落以後，蒂利伯爵大軍因為補給不足，無法在這個地區立足，轉而進攻另一個與瑞典合作的德意志新教諸侯黑森卡瑟爾，期間，他得到了一支從南方來的哈布斯堡援軍，數量達到了3.5萬人。
古斯塔夫二世則乾脆用武力威脅勃蘭登堡選帝侯屈服與他合作，然後攻擊蒂利伯爵手下的巴本海姆，逼迫蒂利伯爵應戰，以騎兵消滅了帝國軍的前鋒。蒂利伯爵則集中全軍兵力進攻古斯塔夫的營地，結果在堅壁面前碰得頭破血流，總共死傷六千人。
公元1631年9月15日，蒂利伯爵在神聖羅馬帝國皇帝菲迪南二世的諭令逼迫之下，犯了最大的一個戰略性錯誤，他進攻薩克森選帝侯，把他的領地變為廢墟，並佔領薩克森的萊比錫。菲迪南二世的本意，是要消滅這個新教選侯的勢力，免得他幫助古斯塔夫二世，但如此卻就逼着薩克森和他的幾萬大軍再也無法走第三條道路，不得不與古斯塔夫合兵作戰，反而增強了古斯塔夫二世的力量。薩克森即於當日倒向瑞典一方，並與瑞典組成聯軍進攻萊比錫。次日，軍隊雙方在萊比錫以北八公里的布萊登菲爾德地區遭遇。

## 戰鬥
公元1631年9月17日，在神聖羅馬帝國的布萊登菲爾德地區的清晨的薄霧中，德意志三十年戰爭第三階段——瑞典階段的決定性戰役——布萊登菲爾德會戰正式開始。
作為老將的蒂利伯爵，在此前獨立指揮的戰鬥中，未嘗敗績。他的天主教聯軍，是典型的德意志僱傭軍部隊。部隊中的大部分人，都是身經百戰的老兵。不少人從三十年戰爭開始時，便跟隨蒂利征戰。軍隊中的不少軍官，也是蒂利的老部下，軍事履歷可從鎮壓荷蘭獨立的八十年戰爭算起。
而交戰雙方的作戰部署則是瑞典軍戰線中央由古斯塔夫二世親自坐鎮，右翼巴納爾元帥，左翼是霍恩元帥，炮兵部署在中央和右翼前方，炮兵司令托爾斯滕森。阿尼姆指揮的薩克森軍展開在霍恩元帥的左邊。聯軍戰線基本上是瑞典軍在中央和右側，薩克森軍在左側。瑞典軍的步兵和騎兵是混編的。
瑞典軍以前後兩隊的方式，4個步兵團位於第一線位置。剩下的3個步兵團在第二線擔任預備隊。他們根據古斯塔夫親自制定的新式軍隊編組訓練，縱深遠遠不如帝國的西班牙方陣，卻可以通過拉長正面寬度，同時覆蓋數倍於自己的敵人。這樣一來，更多士兵可以在身後擔任獨立運作的預備隊，以備不時之需。
薩克森軍隊也採用了荷蘭名將莫里斯親王開創的荷蘭步兵戰術，同樣在部隊正面寬度上勝於西班牙方陣。為了彌補縱深厚度的不足，10個營以楔形佈陣方式，逐步投入戰場。他們的兩翼也有類似帝國軍的精鋭騎兵，並在陣前築起了炮兵陣地。
帝國軍隊戰線中央是蒂利伯爵元帥親自指揮的十七個步兵大方陣（西班牙方陣），以前後交錯的方式，在高處一字排開；左右兩翼擺開騎兵，其中左翼，正對着瑞典軍右翼巴納爾元帥的，是巴本海姆統領的五千騎兵；只留下一部騎兵作為蒂利本人執掌的預備隊。大部分火炮被集中在步兵部隊前的陣地內據守。
帝國軍隊人數雖然較少，但是順風背向日光，佔有天時之便；以逸待勞的他們，佔領布萊登菲爾德附近的一處高地，處於非常有利的位置。蒂利伯爵騎一匹純白色戰馬，由他的親兵簇擁着出現於戰線中央，接受帝國全軍發自內心的歡呼。
在開戰後最初的那一段時間，交戰雙方都在試探對方的虛實，誰也不敢貿然發動全線進攻，主要以密集的炮火互相轟擊，間以小規模的騎兵衝突，試探對方的薄弱環節。激烈的炮戰打了兩個半小時之久，蒂利只有二十六門大炮，瑞典的火炮稍多，關鍵是瑞典炮兵的素質優勢充分發揮了作用，他們的射速和火力密度幾乎是帝國炮兵的三倍，帝國陣線中幾乎每打一發炮彈，都要遭受三發瑞典炮彈的回擊。雙方的步兵騎兵陣線都被打出許多的缺口，但是士兵門都鎮靜地保持隊列，默默忍受傷亡。
終於，帝國軍隊左翼的驍將巴本海姆按捺不住了，他在沒有接到統帥命令的情況下，擅自率領自己的騎兵向巴納爾發起衝鋒。但是古斯塔夫預先在右翼騎兵中間安插了數支小股火槍步兵，他們成功打亂了敵軍騎兵的衝鋒，在反騎兵上發揮了重要的作用，帝國騎兵的手槍火力遠遠不是嚴陣以待的瑞典長槍火力的對手，第一次衝鋒被擊退，衝在最前面的巴本海姆本人也受傷。但是驍勇的巴本海姆還是一連發動了數次衝鋒，都在巴納爾的火力網中碰得頭破血流。最後一次，巴納爾見時機已成熟，發動一次反攻，把潰不成軍的帝國騎兵驅出戰場。至此，瑞典右翼，帝國軍隊左翼的形勢對古斯塔夫二世極為有利。
有勇無謀的巴本海姆擅自發動第一次衝鋒的時候，敏鋭的古斯塔夫二世和蒂利伯爵同時都已經意識到這個舉動的愚蠢。據説蒂利伯爵氣得在馬上大叫「我的榮譽和威名都被你奪去了！」
隨後居高臨下的蒂利，下令全軍開始以經典的右翼斜線戰術進攻。位於帝國軍左翼的巴本海姆伯爵，指揮他5000名帝國騎兵，立即撲向了瑞典騎兵。他的任務是阻止瑞典右翼的迂迴，保護整個帝國軍的左翼。他們大都身披較好的全套胸甲與頭盔，排着整齊而緊湊的隊列，快速前進。在抵達瑞典人面前時，拔出早已準備好的手槍射擊。每一排騎兵完成射擊後，都會迅速轉向隊伍的後方，讓下一排隊友繼續射擊。這是當時常用的戰術，這些帝國胸甲騎兵，經常以這種旋轉射擊戰術，消磨對手的實力。
阻止他們的瑞典騎兵，在裝備上大大弱於帝國。不僅馬匹矮小瘦弱，胸甲質量較差，很多人連頭盔都沒有裝備。這也是瑞典作為一個北方國家，沒有足夠的馬場培育的惡果。帝國騎兵們幾乎都裝備了3-4把手槍，而瑞典騎兵卻只有區區兩把。這意味着，除非他們去後方重新填裝，否則只能有對手一半的火力輸出。
但在古斯塔夫推行的軍事改革中，瑞典的每排騎兵，都在中速前進中發射了手裏的兩把手槍。隨後以一個短促的加速，發起衝鋒肉搏。
由於此前沒有遭遇過這樣的對手，造成一些混亂。但素質極高的他們，很快反應過來。巴本海姆本人就是一位劍擊高手，他們隊伍裏的騎兵也大都出生中小貴族家庭，在兒時的訓練後對近身戰毫不陌生。他們裝備上的優勢，確保了瑞典騎兵無法依靠另類戰術來戰勝他們。
但在這次進攻中，戰役發生了一個變化。就在帝國右翼騎兵對聯軍左翼薩克森軍隊發起衝擊之後，衣甲鮮明的薩克森軍被證明是中看不中用的銀樣鑞槍頭。
經驗豐富的帝國騎兵，首先衝鋒擊潰了薩克森的騎兵部隊。接着，他們的火槍手在對射中，壓制了薩克森人新兵的火力。大縱深方陣的集體衝鋒，迅速摧毀了後者士兵的士氣。
薩克森人沒有經過任何嚴肅的抵抗就一鬨而散，潰不成軍，大部分部隊被迅速擊潰後，帝選侯策馬狂奔到遠方的艾倫堡避難。敗退下來的薩克森軍隊竟然還搶劫了瑞典軍後方營地的輜重。營地的留守部隊，不是瑞典人，是德意志各邦的僱傭兵，這時也迅速潰敗而去。開戰不久，古斯塔夫二世一下子就喪失了三分之一的力量，從兵力優勢變成了劣勢，更糟的是，他的左翼完全赤裸，帝國可以從左翼的空隙攻擊瑞典全軍。蒂利伯爵本人是身經百戰的老將，自然一眼就看出這個機會，於是下令從戰線中央調主力向突破口移動，準備一舉擊潰敵方戰線。但是帝國軍隊沒有預備隊，蒂利伯爵必須把中央的方陣步兵集結起來投入突破口。
在這個危機時刻，瑞典軍隊在體制和士兵素質上的優越性完全體現出來。古斯塔夫二世對危機的反應極快，馬上命令霍恩元帥把左翼兵力向側面旋轉呈直角，面對突破的帝國軍，形成一道新的防線掩護中央，同時他本人親率部分中央二線兵力2個步兵團馳援左翼。瑞典軍完成整個部署只用了大約十五分鐘的時間。
等到帝國軍右翼開始進行緩慢的包抄，2個瑞典步兵團已經嚴嚴實實地擋住他們的去路。原本使用荷蘭式6排輪射的步兵，在軍官號令下，將隊列急速合併為3排。第一排士兵蹲下，第二排士兵半蹲，第三排士兵站立。三排火槍手，同時向對面的帝國軍射擊。伴隨硝煙吹起，大批沒有心理準備的帝國僱傭兵在密集彈幕下倒地，整個帝國軍右翼的攻勢被瞬間遏制。這種革命性的火力密集戰術，就此被稱瑞典的敵人們稱為“古斯塔夫的雷霆”
更讓帝國軍意料不到的是，恢復常規隊形的瑞典火槍手，又迅速開始輪射。這些大都來自瑞典鄉村的農民和鄉紳子弟，在自己的家鄉就一直接受定期的軍事訓練。在被招募到遠征海外的軍團後，成為了拿軍餉的職業化軍隊。這樣的出生，遠非入伍後才集中訓練的薩克森人所能比擬。之後的幾小時內，正是這些瑞典士兵，死死頂住了帝國軍方陣的數次攻擊。原本位於左翼的騎兵，成為了第二條戰線跟一線步兵的樞紐。
這時的帝國軍精鋭騎兵，還在巴本海姆的指揮下，同瑞典人周旋。雖然他們在近身戰中壓制了裝備簡陋的瑞典騎兵，卻也在追擊中遭到迎頭痛擊。古斯塔夫改革後的瑞典騎兵中隊，都配屬了火繩槍排。這些火槍手在交戰前，躲避在騎兵身後。等到騎兵後撤，他們就從佔據各隊騎兵間的空隙位置，以連綿的輪射火力打擊帝國騎兵。被火力遏制的帕本海姆，很快又遭遇了重組後的瑞典騎兵反擊。
在整場戰役中，巴本海姆的騎兵一共發起了7次衝鋒，卻都被不斷交替重組的瑞典騎兵打了回去。位於第二線位置的瑞典騎兵預備隊，則在一線部隊與敵人纏鬥時，適時的從兩翼迂迴。帝國騎兵必須同時面對敵人從正面三個方向的攻擊。當古斯塔夫親率的最後一支預備隊殺到，素有強悍之名的巴本海姆，也只能帶着騎兵隊撤離戰場。
正是瑞典右翼騎兵的努力，幫助他們在一線的三個步兵團，順利完成了向左前進的戰場機動。瑞典右翼騎兵在第二線部隊頑抗帝國右翼時，也順勢形成了對帝國部隊的左翼包抄。他們依然以後者所無法想象的素質，迅速完成整隊，投入戰鬥。
經過數小時的廝殺，瑞典不僅在步兵交戰中，壓制了經驗豐富的帝國軍步兵。炮兵們也及時建立了新的陣地，開始向西班牙方陣，猛烈射擊。
擊潰巴本海姆的古斯塔夫，親自率領麾下的騎兵隊，夾擊帝國步兵的左翼。另一支騎兵部隊，迂迴攻擊了依然留在原先位置上的帝國軍炮兵陣地。守軍原本以為戰鬥已經結束，在疏於防範中被迅速驅逐，位於最後方的蒂利伯爵，實際上已經失去了對全軍的控制。在看到炮兵陣地被奪取後，這位老將意識到大勢已去，下令全軍撤退。雖然不甘心失敗，但也是無力迴天。在他與自己的騎兵親衛隊離開時，十幾個營的帝國步兵營，依然在瑞典人的交叉火力中，損失慘重。最後利用後者的精疲力盡，才避免了全軍覆沒的噩運。
令人欽佩的是，儘管帝國軍隊敗局早定，但是其中的四個老兵軍團依舊沉穩冷靜。他們久經沙場，拒絕潰逃，邊戰邊撤，居然依靠驚人的戰鬥力從瑞典軍隊的正面衝擠過去，維持陣型一步步撤到戰場邊緣的森林，因為那裏能夠依靠植被降低被子彈射中的概率又可以降低側翼的危險性，瑞典人在奪取了他們的大炮後，馬上調轉方向，射擊森林邊緣的帝國軍的步兵方陣，苦戰至夜晚，只剩下600人倖存。

## 戰後
至此，這場規模宏大、震驚世界的布萊登菲爾德會戰終於結束，瑞典國王古斯塔夫二世所率領的瑞典王國與薩克森王國的聯軍取得了贏得了壓倒性的勝利，即使加上不中用的薩克森軍的損失在內，死亡也不過大約5500人（實際瑞典死亡為3500人，其中薩克森軍隊死亡約2000人），而由蒂利伯爵所率領的神聖羅馬帝國的帝國軍隊則遭受了慘重的失敗，帝國軍隊死亡就有大約7600人，還有約6000人受傷被俘，所有大炮和九面軍旗被繳獲，蒂利伯爵本人和巴本海姆也都受傷。在這次戰役中，雙方的左翼各自都被擊潰，但是瑞典軍隊的機動性和紀律性更勝一籌，統帥古斯塔夫的應變能力也強，彌補了友軍崩潰的後果。本來如果換了其他的軍隊，這場戰役也就以失敗告終了。可以説，這次會戰，是瑞典軍事體制的機動性和火力，對西班牙軍事體制的勝利。

## 後續
古斯塔夫二世制定了薩克森軍和瑞典軍兵分兩路進攻的策略，其中薩克森軍向東打捷克，攻入皇帝的波希米亞王國領地，恢復那裏的新教勢力。而瑞典軍隊向西，進軍萊茵、美茵河流域的圖林根、美因茨諸邦。此時的蒂利伯爵所部，實力迅速恢復到三萬人左右，又與巴本海姆會合，向北方機動，希望引誘古斯塔夫二世來追。但是古斯塔夫沒有上當。蒂利伯爵率部退保巴伐利亞本土，古斯塔夫二世佔領了既定目標之後，揮軍指向巴伐利亞。

## 註腳
1. 1 2 3  Clodfelter 2017，第40頁.
2. 1 2  Åselius & Wolke 2003，第119, 128頁.
3. 1 2  Gullberg 2008，第108頁.